# Sheltering an Ingrate
Sheltering an Ingrate è un cortometraggio muto del 1914 sceneggiato e diretto da Thomas Ricketts.

## Produzione
Il film fu prodotto dall'American Film Manufacturing Company.

## Distribuzione
Distribuito dalla Mutual Film, il film - un cortometraggio in due bobine - uscì nelle sale cinematografiche USA il 27 maggio 1914.